# آنیکو کری
آنیکو کری (مجاری: Anikó Kéry؛ زادهٔ ۳۱ مارس ۱۹۵۶) ژیمناست هنری اهل مجارستان است.
وی در مسابقات کشوری و بین‌المللی در مجموع برندهٔ ۱ مدال برنز شده‌است.